# 妙泉寺 (八幡浜市)
妙泉寺 (みょうせんじ) とは、愛媛県八幡浜市にある臨済宗東福寺派の寺院である。寺号は神護山妙泉寺。地蔵堂、庫裡、薬師堂を有しており、地蔵堂は2025年に有形文化財に指定された。

## 沿革
妙泉寺は1507年に孤円祖充が建立したとされている。実際、寺内の地蔵菩薩像の須弥壇には「奉地蔵大菩薩神護山妙泉寺之坊主孤円祖充作者広用為永世四歳（1507年）五月二十四日」と記されている。一方、妙泉寺の地蔵堂の建立時期については「室町時代中期（15世紀後期）の建立と推定」とも報じられている。
2025年2月13日、愛媛県教育委員会は、絹本著色両界曼荼羅などと並んで妙泉寺地蔵堂を有形文化財に指定した。地蔵堂は当時の正統な唐様仏堂で、八幡浜市、西予市、伊方町地域では最古の建造物とみられる。なお、県教育委員会はこの地蔵堂について「中世で最先端だった唐様の建築様式を積極的に取り入れたもの。県の建築史を考えても重要な文化財だ」と評している。